# Maximilian Arnold (Politiker)

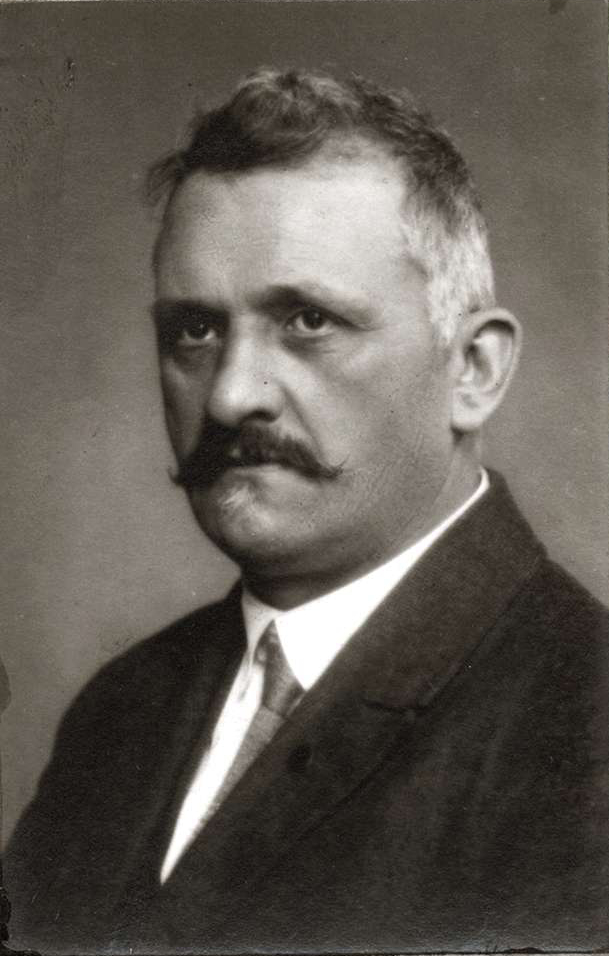
Maximilian Arnold

Maximilian Arnold (* 24. Januar 1874 in Reistenhausen; † 16. Januar 1943 in Mannheim) war ein deutscher Politiker (SPD).

## Leben
Maximilian Arnold wurde als Sohn eines Schiffers geboren. Nach dem Besuch der Volksschule in Reistenhausen absolvierte er von 1887 bis 1889 eine Lehre als Steinbildhauer. Er trat 1890 in die Gewerkschaft ein, besuchte von 1897 bis 1898 die Baugewerbeschule in Zerbst/Anhalt und war seit 1899 als Steinmetz in Mannheim tätig. Von 1914 bis 1918 nahm er als Soldat am Ersten Weltkrieg teil.
Arnold trat 1893 in die SPD ein und wurde Ende der 1920er-Jahre in den Vorstand der SPD Mannheim sowie in den Landesausschuss der SPD Baden gewählt. Von 1906 bis 1930 war er Kreistagsmitglied im Landkreis Mannheim und von 1915 bis 1930 Stadtverordneter in Mannheim. Der Verfassunggebenden Landesversammlung der Republik Baden bzw. dem Landtag der Republik Baden gehörte vom 7. Juli 1919 bis 1921 als Nachrücker des Abgeordneten Martin Jost, vom 19. Juli 1923 bis 1925 als Nachrücker des Abgeordneten Georg Strobel und vom 26. April 1928 bis 1929 als Nachrücker des Abgeordneten Rudolf Freidhof an. Bei der Landtagswahl im Oktober 1929 wurde er schließlich selbst in den Landtag gewählt, dessen Mitglied er bis 1933 blieb.
Maximilian Arnold war seit 1893 verheiratet.